# 渡邊碧斗
渡邊碧斗（／ Watanabe Aoto，1998年1月19日—），日本演員，於東京都出身，目前隸屬經紀公司為星塵傳播。

## 略歷
渡邊出身於東京都，2015年憑參加《CONOMi制服獎》並獲得獎項而進入演藝圈，而其首次演出則為參演舞台劇《吵鬧的折磨》；而於2016年至2020年期間，渡邊亦在舞台劇《網球王子音樂劇第三季》中飾演鳳 長太郎一角。
2019年8月，渡邊移籍至星塵傳播成為其旗下演員；而於2023年，渡邊於特攝《超級戰隊系列》的《國王戰隊帝王者》中首次出演主要角色陽馬·蓋斯特／蜻蜓王者。

## 演出作品
註：粗體字為主演。

### 電視劇
- 特命刑事 鞏固的女人2（日语：特命刑事 カクホの女2） （2019年10月18日 - 12月6日，東京電視台）- 平純樹[12]
- Homeroom（日语：ホームルーム (漫画)#テレビドラマ） （2020年1月24日 - 3月27日，每日放送）- 乾康太[13]
- 半澤直樹 第4集（2020年8月9日，TBS）- 營業部職員[6]
- 相棒 season19 第10集（2020年12月16日，朝日電視台）- 蜂須賀史郎[6]
- 國王戰隊帝王者（2023年3月5日 - 2024年2月25日，朝日電視台）- 陽馬·蓋斯特／蜻蜓王者（聲演）[14]
- PJ航空救難團（2025年4月24日 - 6月19日，朝日電視台）- 長谷部達也[15]

### 網絡劇
- 超級戰隊系列 - 陽馬·蓋斯特／蜻蜓王者（聲演）
  - 特搜戰隊刑事連者with蜻蜓王者（2024年6月16日，東映特攝粉絲俱樂部（日语：東映特撮ファンクラブ））[16]
  - 國王戰隊帝王者 IN SPACE（2024年11月10日，東映特攝粉絲俱樂部）[17]

## 外部連結
- 渡辺碧斗 - スターダストプロモーション （页面存档备份，存于）
- 渡邊碧斗的Instagram帳戶
- 渡辺碧斗マネージャー的X（前Twitter）
- 渡辺碧斗公式ファンクラブアプリ『BLUE』 （页面存档备份，存于）